# Juan Ríos
Juan Óscar Ríos (ur. 15 grudnia 1966 w Rio Piedras) – portorykański tenisista, reprezentant kraju w Pucharze Davisa, olimpijczyk.
Juan Ríos nigdy nie brał udziału w turnieju głównym zawodów wielkoszlemowych, jednakże grał w kwalifikacjach do tych rozgrywek. Najbliżej awansu do fazy prawidłowej był w 1987 roku, kiedy w 3 rundzie eliminacji do Wimbledonu przegrał z Leifem Shirasem.
Portorykańczyk reprezentował swój kraj na Letnich Igrzyskach Olimpijskich 1992 w tenisie ziemnym. W turnieju singlowym, do którego awansował po kwalifikacjach, przegrał 2:6, 2:6, 0:6 z Omarem Camporese. W grze podwójnej razem ze swoim partnerem, Miguelem Nido, ulegli w 1 rundzie włoskiej parze Omar Camporese–Diego Nargiso wynikiem 1:6, 2:6, 3:6.
Ríos reprezentował Portoryko w Pucharze Davisa od 1992 roku. Rozegrał łącznie 4 spotkania, z czego wygrał 3.